# 알베르타 페레티
알베르타 페레티(Alberta Ferretti, 1950년 ~ )는 이탈리아의 패션 디자이너, 재봉사이다.